# Leptanthura vitilevui
Leptanthura vitilevui är en kräftdjursart som beskrevs av Negoescu 1999. Leptanthura vitilevui ingår i släktet Leptanthura och familjen Leptanthuridae. Inga underarter finns listade i Catalogue of Life.